# Kryczylsk
Kryczylsk (ukr. Кричильськ) – wieś na Ukrainie, w obwodzie rówieńskim, w rejonie sarneńskim, w hromadzie Sarny. W 2001 liczyła 2834 mieszkańców, spośród których 2799 wskazało jako ojczysty język ukraiński, 24 rosyjski, 2 mołdawski, 2 węgierski, 1 rumuński, 1 białoruski, 1 ormiański, a 4 inny.
W okresie międzywojennym wieś znajdowała się w granicach II RP, wchodząc w skład gminy Stepań w powiecie kostopolskim, w województwie wołyńskim.

## Ludzie związani z Kryczylskiem
- Tadeusz Grzesiak – polski działacz komunistyczny, Sprawiedliwy wśród Narodów Świata[2]